# الإدارة الوطنية للمحيطات والغلاف الجوي
الإدارة الوطنية للمحيطات والغلاف الجوي (يرمز لها NOAA من National Oceanic and Atmospheric Administration) هي إدارة أمريكية مهتمة بشؤون علم المحيطات والطقس والمناخ المتعلق بالغلاف الجوي.
أسست NOAA في الثالث من تشرين الأول/أكتوبر سنة 1970، وذلك من أجل تنظيم الأمور المتعلقة بالمحيطات والغلاف الجوي في الولايات المتحدة الأمريكية.
يقع مقر الإدارة في واشنطن العاصمة، ويرأسها حالياً كاثرين سوليفان، والتي تم تثبيت قرار ترشيحها في السادس من آذار/مارس 2014.

## وصلات خارجية
- الموقع الرسمي